# Ruslan Albegov
Ruslan Vladimirovitch Albegov, né le 26 janvier 1988 à Ordjonikidze, est un haltérophile russe qui concourt dans la catégorie des plus de 105 kg. Dans cette catégorie, il a remporté la médaille de bronze lors des Jeux olympiques de 2012.
Il a ensuite été disqualifié par l'IWF pour dopage et la médaille a été réattribué en mars 2024 au Sud-Coréen Jeon Sang-Guen .

## Palmarès

### Championnats du monde
- 2014 à Almaty
  -  Médaille d'or en plus de 105 kg.
- 2013 à Wroclaw
  -  Médaille d'or en plus de 105 kg.

### Championnats d'Europe
- 2013 à Tirana
  -  Médaille d'or en plus de 105 kg.
- 2012 à Antalya
  -  Médaille d'or en plus de 105 kg.

### Universiade
- 2013 à Kazan
  -  Médaille d'or en plus de 105 kg.